# پل سیرادین
پیر پل دزیره سیرادین (به فرانسوی: Pierre-Paul-Désiré Siraudin) (زاده ۱۸ دسامبر ۱۸۱۲ – درگذشته ۸ سپتامبر ۱۸۸۳) نمایش‌نامه‌نویس و نویسنده فرانسوی که به شغل قنادی گروید.

## زندگی‌نامه
او نمایشنامه‌های زیادی نوشت که عمدهٔ آن‌ها در ژانر کمدی بودند. او این نمایشنامه‌ها را با همکاری آلفرد دلاکور و لمبرت-تیبوست نوشت. او همچنین لیبرتوهایی برای اپرت‌ها و اپرا-کمیک‌های موفق، از جمله دختر مادام آنگوت (۱۸۷۲) در همکاری با کلرویل و ویکتور کونینگ با موسیقی چارلز لکاک نوشت.
در سال ۱۸۶۰م. سیرادین یک مغازه شیرینی فروشی - خانهٔ سیرادین - در گوشه خیابان دو لا پاکس و میدان وندوم باز کرد. شیرینی‌های قنادی سیرادین «در سراسر جهان مشهور بودند». برای مثال، نام «مرواریدهای پیرنه» (Perles des Pyrénées)، که از شکر معطر درست می‌کرد، در رمان بیراه (À rebours) (1884) نوشته یوریس-کارل هویسمنز ذکر شده‌است.

## آثار
- ۱۸۴۲: انتقام، به همراه دو منوار (فیلیپ فرانسیس پینل). تئاتر ورایتی.
- 1849: EH با یوژن مورو و آلفرد دلاکور، تئاتر مونتانسیه (۷ آوریل).[۳]
- ۱۸۵۰: پِیک لیون، اثر یوژن مورو، پل سیرادین و آلفرد دلاکور، تئاتر د لا گائته.
- ۱۸۵۲: مردم‌گریز و پیشرو، اثر پل سیرادین و اوژن لابیش، پل سیرادین لوبیزه، تئاتر کاخ رویال.
- ۱۸۵۳: جلاد جمجمه‌ها، اثر پل سیرادین و ادوار لافارگ، تئاتر کاخ رویال.
- ۱۸۵۵: توپی از اوورن، اثر پل سیرادین، آلفرد دلاکور و لامبر-تیبوست، تئاتر کاخ رویال.
- ۱۸۵۶: پن دم کج، اثر پل سیرادین و آلفرد دلاکور، تئاتر سلطنتی کاخ.
- ۱۸۵۸: پسر زیبایی در جنگل خفته، توسط لمبرت تیبوست، پل سیرادین و آدولف کولر، تئاتر کاخ رویال.
- ۱۸۶۰: پنه لوپه نورمن، اثر آلفونس کار، پل سیرادین و لامبرت-تیبوست، تئاتر دووویل.
- ۱۸۶۰: پنلوپه به سبک کان، اثر پل سیرادین، یوجین گرانج، و لامبرت-تیبوست، تئاتر سلطنتی کاخ.
- ۱۸۶۰: دختر شیطان، اثر پل سیرادین، کلرویل، و لمبرت تیبوست، تئاتر ورایتی.
- ۱۸۶۰: مورد پسند و علاقه، اثر پل سیرادین و آگوست ویلمو، تئاتر بادن بادن.
- ۱۸۶۴: زنان جدی، پل سیرادین، آلفرد دلاکور و ارنست بلوم، تئاتر کاخ رویال.
- ۱۸۶۹: حرف آخر، اثر پل سیرادین و کلرویل. تئاتر ورایتی.
- ۱۸۶۹: پرسه در پاریس، اثر پل سیرادین، کلرویل و ویلیام بوسناخ، تئاتر دو شاتل.
- ۱۸۷۲: خاطره در گوشه اسکله نیست، اثر پل سیرادین، ویکتور کونینگ و کلرویل، تئاتر ورایتی.
- 1873: دختر مادام آنگوت، اثر پل سیرادین، کلرویل و ویکتور کونینگ با موسیقی چارلز لکاک، تئاتر حماقت‌های دراماتیک.
- ۱۸۷۵: بررسی استیم اثر پل سیرادین، هنری بلوندو و هکتور مونترال، تئاتر ورایتی و تئاتر حماقت‌های دراماتیک.